# Sojuz TMA-08M
Sojuz TMA-08M (ryska: Союз ТMA-08M) var en flygning i det ryska rymdprogrammet. Flygningen transporterade Pavel Vinogradov, Aleksandr Misurkin och Christopher J. Cassidy till och från Internationella rymdstationen ISS.
Farkosten sköts upp från Kosmodromen i Bajkonur 28 mars 2013 med en Sojuz-FG-raket. Farkosten dockade med rymdstationen den 29 mars 2013. 
Den 10 september 2013 lämnade man ISS. Några timmar senare återinträdde farkosten i jordens atmosfär och landade i Kazakstan.
I och med att farkosten lämnade rymdstationen var Expedition 36 avslutad.